# Giorgio d'Alemagna
Giorgio d'Alemagna, barone del Regno di Napoli (fl. XV secolo), è stato esponente di spicco di una famiglia di origine provenzale giunta nel Regno di Napoli con Carlo I d'Angiò.

## Biografia
Di fede angioina, fu uomo di grande autorità alla corte della regina Giovanna II e del re Renato d'Angiò. Già governatore del Ducato di Calabria in nome di Luigi III d'Angiò dal 1424 al 1426 e viceré di Napoli nel 1423 e nel 1425, fu uno dei baroni facenti parte del consiglio di reggenza che governò il Regno di Napoli dalla morte di Giovanna II all'arrivo della nuova regina Isabella di Lorena.
Inviato da re Renato a Genova e Marsiglia, alla sconfitta del sovrano angioino nella lotta per il dominio del regno napoletano, lo seguì in Provenza, dove rimase per qualche tempo. Tornato a Napoli, fu perdonato dal vincitore Alfonso V d'Aragona, che gli riassegnò i suoi feudi e lo nominò tra i consiglieri facenti parte del Sacro Regio Consiglio, dove sedette per molti anni.
Alla morte del sovrano aragonese e allo scoppio della violenta guerra per la successione, all'inizio fu tra i pochi baroni rimasti fedeli al re Ferrante d'Aragona, figlio naturale e successore designato del padre, poi nel 1460 aderì anch'egli alla congiura contro il sovrano, arrendendosi soltanto nel 1462.
Fu conte di Buccino (Salerno) dal 1407 alla sua morte (1467/1468, conte di Capaccio (Salerno) e signore di vari feudi in Principato Citra (Castel San Lorenzo, Castelnuovo Cilento, Laviano, Ricigliano, ecc.) e Basilicata (Bella, Castelgrande, Rapone, Balvano, ecc.) che gli furono confiscati per la sua partecipazione alla rivolta e che riuscì a recuperare solo parzialmente in seguito.
Dalla moglie Sveva Orsini ebbe Paolo, Pirro, Luigi e Sunene, tra cui furono divisi i feudi recuperati.